# Mike Terrana
Mike Terrana (* 21. ledna 1960 Buffalo, Spojené státy americké) je americký bubeník hrající především hard rock.

## Život
Mike Terrana začínal jako bubeník samouk. Nejdříve se naučil hrát hard rock, metal a fusion. Jeho první profesionální prací byla v roce 1984 spolupráce s kapelou Hanover Fist z Toronta. Poté cestoval a nahrával s různými interprety, hrál různé styly a vystupoval hlavně na západě státu New York. V letech 1987 až 1997 žil v Los Angeles, kde spolupracoval s kapelami a hudebníky jako Yngwie Malmsteen, Tony MacAlpine, Steve Lukather (Toto), Kuni a Beau Nasty.
V roce 1997 se Terrana přestěhoval do Evropy, nejdříve na šest měsíců do Nizozemska a poté do Německa, v současné době žije převážně v Itálii. Spolupracoval např. s Gamma Ray, Rage, Axelem Rudim Pellem, Rolandem Grapowem (ex-kytarista skupiny Helloween) či se Savage Circus.
V současnosti nahrává a cestuje se členy skupiny Masterplan. Dále se věnuje svému sólovému projektu Sinfonica, který je spojením klasické hudby s bubnováním. Mezi Mikeovy oblíbené klasické interprety patří Beethoven a Chopin, ale prozatím nenalezl vhodný způsob, jak jejich skladby vhodně upravit pro projekt Sinfonica. Mike se často věnuje také drum klinikám (exhibiční a propagační show). Mike patří mezi bubeníky sponzorované firmou Meinl a Drum Craft. Momentálně hraje v české metalové skupině Kreyson.
Terrana také fanouškem Franka Sinatry; několik jeho písní dokonce hrál živě na turné s Kikem Loureirem. Pro jeho zvučný hlas a přirozenou anglickou výslovnost účinkoval Terrana v německých kapelách Rage a Haggard jako uvaděč.
V roce 2011 Terrana vytvořila projekt „Beauty Of The Beat“. Mike Terrana: Beauty of the beat je originální nápad legendárního bubeníka Mikea Terrany a je zcela jeho. Po jeho původním nápadu „Beauty of the beat“ vznikl plagiát „Beauty and the beat“.
Projekt „Beauty of the beat“ zahrnoval živá vystoupení za účasti zpěváků různých hudebních žánrů a živého orchestru.
Mike Terrana se v současné době zaměřuje na své bubenické workshopy. Stále vystupuje a nahrává hudbu pro mnoho dalších kapel. Pomáhá radami mladým hudebníkům.
Je svobodný a nemá manželku.
Mike Terrana nebyl nikdy oficiálně ženatý a nemá žádné děti.

### Rekordman
Dne 16. 7. 2010 se stal ve Vizovicích na festivalu Masters of Rock držitelem světového rekordu, dokázal odbubnovat 3 koncertní sety a poté ještě předvedl neuvěřitelné půlhodinové sólo. Konečný čas rekordu je 3 hodiny 41 minut čistého času. Zahrál s kapelou K2, Axel Rudi Pell. Poté předvedl již zmíněné sólo.